# 吳文 (宣德進士)
吳文（1393年—？），字克章，江西撫州府崇仁縣人，明朝政治人物。進士出身。

## 生平
江西鄉試第三十九名。宣德五年（1430年）丁丑科會試第十一名，殿試登進士第二甲第十八名。

## 家族
曾祖父吳伯衍。祖父吳永和。父亲吳季沂。